# 奥田史香
奥田 史香（おくだ ふみか、1980年2月3日 - ）は、日本の女優。
大阪府出身。身長163cm。血液型はB型。
所属事務所はフリーでマネージメントはオフィス・オーパ。

## 出演
- 2005年 - 舞台「悲しき天使」[2]
- 2006年 - 舞台「新・夏の魔球」
- 2007年 - DVD映画「トンパチ」
- 2008年 - 舞台「愛の続き?/その短編」、映画「青い鳥」、映画「子猫の涙」